# Космос-52
Космос-52 (Зенит-2 № 26) — советский разведывательный спутник первого поколения, нёсший на борту аппаратуру для оптической фотосъёмки низкого разрешения. Был запущен 11 января 1965 года с космодрома «Байконур».

## Запуск
Запуск «Космоса-52» состоялся в 09:36 по Гринвичу 11 января 1965 года. Для вывода спутника на орбиту использовалась ракета-носитель «Восток-2» (серийный номер Р15002-03). Старт был осуществлён с площадки 31/6 космодрома «Байконур». После успешного вывода на орбиту спутник получил обозначение «Космос-52», международное обозначение 1965-001A и номер по каталогу спутников 00968. Это был первый запуск космического аппарата на орбиту в 1965 году.
«Космос-52» эксплуатировался на низкой околоземной орбите. По состоянию на 11 января 1965 года он имел перигей 203 километров, апогей 298 километров и наклон 65° с периодом обращения 89,5 минуты. После восьми дней работы на орбите миссия «Космос-52» закончилась. Спутник сошёл с орбиты 19 января 1965 года, а его возвращаемый отсек приземлился на парашюте и был подобран советскими военными.

## Космический аппарат
«Космос-52» соответствовал типу «Зенит-2» и был построен в ОКБ-1 С. П. Королёва (РКК «Энергия») на базе конструкции пилотируемого космического корабля «Восток». Аппарат состоит из сферического возвращаемого отсека диаметром 2,3 метра и массой 2400 кг. Внутри отсека устанавливалась вся специальная аппаратура. Оптические оси смонтированных фотокамер были перпендикулярны продольной оси аппарата. Съёмка осуществлялась через иллюминаторы, расположенные в крышке одного из двух технологических люков большого диаметра. Основной задачей «Космос-52» являлась фоторазведка. Общая масса космического аппарата составляла примерно 4730 кг.